# Kanton Plabennec
Kanton Plabennec (fr. Canton de Plabennec) je francouzský kanton v departementu Finistère v regionu Bretaň. Skládá se z 13 obcí.

## Obce kantonu před rokem 2015

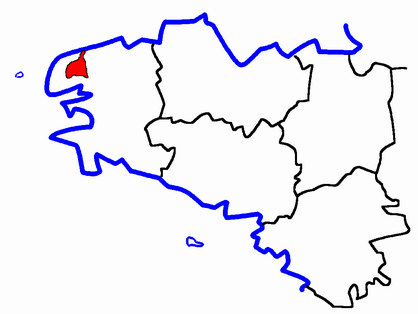
Kanton Plabennec před rokem 2015 na mapě regionu Bretaň

- Bourg-Blanc
- Coat-Méal
- Le Drennec
- Kernilis
- Kersaint-Plabennec
- Lanarvily
- Loc-Brévalaire
- Plabennec
- Plouvien

## Obce kantonu od roku 2015
- Bourg-Blanc
- Coat-Méal
- Kersaint-Plabennec
- Lampaul-Ploudalmézeau
- Landéda
- Landunvez
- Lannilis
- Plabennec
- Ploudalmézeau
- Plouguin
- Plouvien
- Saint-Pabu
- Tréglonou